# Виласалто
Виласалто (итал. Villasalto) је насеље у Италији у округу Каљари, региону Сардинија.
Према процени из 2011. у насељу је живело 1108 становника. Насеље се налази на надморској висини од 497 м.

## Становништво
| 1931. | 1936. | 1951. | 1961. | 1971. | 1981. | 1991. | 2001. | 2011. |
| ----- | ----- | ----- | ----- | ----- | ----- | ----- | ----- | ----- |
| 2.325 | 2.250 | 2.572 | 2.402 | 2.028 | 1.799 | 1.539 | 1.353 | 1.127 |